# 1970년 일본 프로 야구 올스타전
1970년 일본 프로 야구 올스타전은 1970년 7월 18일과 7월 19일, 7월 21일에 열린 일본 프로 야구의 올스타전 경기이다.

## 출장 선수
| 센트럴 리그 | 센트럴 리그       | 센트럴 리그 | 센트럴 리그 |
| ----------- | ----------------- | ----------- | ----------- |
| 감독        | 가와카미 데쓰하루 | 요미우리    |             |
| 코치        | 무라야마 미노루   | 한신        |             |
| 코치        | 벳토 가오루       | 다이요      |             |
| 투수        | 호리우치 쓰네오   | 요미우리    | 4           |
| 투수        | 다카하시 가즈미   | 요미우리    | 2           |
| 투수        | 와타나베 히데타케 | 요미우리    | 첫 출장     |
| 투수        | 우에다 지로       | 한신        | 첫 출장     |
| 투수        | 에나쓰 유타카     | 한신        | 4           |
| 투수        | 히라마쓰 마사지   | 다이요      | 2           |
| 투수        | 오노 쇼이치       | 주니치      | 7           |
| 투수        | 아사노 게이시     | 야쿠르트    | 첫 출장     |
| 투수        | 오이시 야타로     | 히로시마    | 2           |
| 투수        | 시라이시 시즈오   | 히로시마    | 첫 출장     |
| 투수        | 소토코바 요시로   | 히로시마    | 3           |
| 투수        | 기토 히로시▲      | 다이요      | 첫 출장     |
| 포수        | 다부치 고이치     | 한신        | 2           |
| 포수        | 모리 마사히코     | 요미우리    | 11          |
| 포수        | 기마타 다쓰히코   | 주니치      | 첫 출장     |
| 1루수       | 오 사다하루       | 요미우리    | 11          |
| 2루수       | 다케가미 시로     | 야쿠르트    | 3           |
| 3루수       | 나가시마 시게오   | 요미우리    | 13          |
| 유격수      | 후지타 다이라     | 한신        | 3           |
| 내야수      | 안도 모토오       | 한신        | 첫 출장     |
| 내야수      | 도이 고로         | 한신        | 3           |
| 내야수      | 마쓰바라 마코토   | 다이요      | 5           |
| 내야수      | 미무라 도시유키▲  | 히로시마    | 첫 출장     |
| 외야수      | 다카다 시게루     | 요미우리    | 3           |
| 외야수      | 야자와 겐이치     | 주니치      | 첫 출장     |
| 외야수      | 시바타 이사오     | 요미우리    | 7           |
| 외야수      | 에지리 아키라     | 다이요      | 첫 출장     |
| 외야수      | 나카쓰카 마사유키 | 다이요      | 첫 출장     |
| 외야수      | 나카 아키오       | 주니치      | 6           |
| 외야수      | 야마우치 가즈히로 | 히로시마    | 16          |

| 퍼시픽 리그 | 퍼시픽 리그       | 퍼시픽 리그 | 퍼시픽 리그 |
| ----------- | ----------------- | ----------- | ----------- |
| 감독        | 니시모토 유키오   | 한큐        |             |
| 코치        | 미하라 오사무     | 긴테쓰      |             |
| 코치        | 노닌 와타루       | 롯데        |             |
| 투수        | 오타 고지         | 긴테쓰      | 첫 출장     |
| 투수        | 고야마 마사아키   | 롯데        | 12          |
| 투수        | 기타루 마사아키   | 롯데        | 2           |
| 투수        | 나리타 후미오     | 롯데        | 5           |
| 투수        | 가네다 도메히로   | 도에이      | 2           |
| 투수        | 미나가와 무쓰오   | 난카이      | 8           |
| 투수        | 사토 미치오       | 난카이      | 첫 출장     |
| 투수        | 스즈키 게이시     | 긴테쓰      | 5           |
| 투수        | 세이 도시히코     | 긴테쓰      | 2           |
| 투수        | 요네다 데쓰야     | 한큐        | 12          |
| 투수        | 미와 사토루       | 니시테쓰    | 첫 출장     |
| 포수        | 노무라 가쓰야     | 난카이      | 14          |
| 포수        | 쓰지 요시노리     | 긴테쓰      | 4           |
| 포수        | 오카무라 고지     | 한큐        | 5           |
| 1루수       | 오스기 가쓰오     | 도에이      | 3           |
| 2루수       | 야마자키 히로유키 | 롯데        | 2           |
| 3루수       | 도미타 마사루     | 난카이      | 첫 출장     |
| 유격수      | 사카모토 도시조   | 한큐        | 3           |
| 내야수      | 오시타 쓰요시     | 도에이      | 2           |
| 내야수      | 오하시 유타카     | 도에이      | 첫 출장     |
| 내야수      | 아리토 미치요     | 롯데        | 첫 출장     |
| 외야수      | 하리모토 이사오   | 도에이      | 11          |
| 외야수      | 나가이케 도쿠지   | 한큐        | 4           |
| 외야수      | A. 로페즈         | 롯데        | 2           |
| 외야수      | G. 올트먼         | 롯데        | 첫 출장     |
| 외야수      | 이케베 이와오     | 롯데        | 3           |
| 외야수      | 백인천            | 도에이      | 2           |
| 외야수      | 후쿠모토 유타카   | 한큐        | 첫 출장     |
| 외야수      | 나가부치 요조▲    | 긴테쓰      | 2           |

- 굵은 글씨는 팬 투표로 선출된 선수, ▲는 출장 사퇴 선수 발생에 의한 보충 선수.

## 올스타전 경기 결과

### 1차전

#### 스코어
| 팀 | 1 | 2 | 3 | 4 | 5 | 6 | 7 | 8 | 9 | R  | H  | E |
| 퍼시픽 | 8 | 0 | 0 | 4 | 1 | 0 | 0 | 0 | 0 | 13 | 17 | 2 |
| 센트럴 | 0 | 3 | 2 | 0 | 1 | 2 | 0 | 1 | 0 | 9  | 12 | 4 |
| 승리 투수: 스즈키 게이시(긴테쓰) 패전 투수: 와타나베 히데타케(요미우리) 홈런: 퍼시픽 – 야마자키 히로유키(롯데·1회 2점), 아리토 미치요(롯데·1회 1점), 나가이케 도쿠지(한큐·1회 1점), 하리모토 이사오(도에이·5회 1점) 센트럴 – 다부치 고이치(한신·2회 2점), 오 사다하루(요미우리·5회 1점) |   |   |   |   |   |   |   |   |   |    |    |   |

#### 출장 선수
| 퍼시픽 | 퍼시픽 | 퍼시픽            |
| 타순   | 수비   | 선수              |
| ------ | ------ | ----------------- |
| 1      | (우)   | 나가이케 도쿠지   |
| 2      | (중)   | 하리모토 이사오   |
| 3      | (좌)   | G. 올트먼         |
| 4      | (一)   | 오스기 가쓰오     |
| 5      | (포)   | 노무라 가쓰야     |
| 6      | (二)   | 야마자키 히로유키 |
| 7      | (三)   | 아리토 미치요     |
| 8      | (유)   | 사카모토 도시조   |
| 9      | (투)   | 나리타 후미오     |

| 센트럴 | 센트럴 | 센트럴            |
| 타순   | 수비   | 선수              |
| ------ | ------ | ----------------- |
| 1      | (좌)   | 다카다 시게루     |
| 2      | (중)   | 나카 아키오       |
| 3      | (一)   | 오 사다하루       |
| 4      | (三)   | 나가시마 시게오   |
| 5      | (유)   | 마쓰바라 마코토   |
| 6      | (우)   | 시바타 이사오     |
| 7      | (二)   | 다케가미 시로     |
| 8      | (포)   | 다부치 고이치     |
| 9      | (투)   | 와타나베 히데타케 |

#### 수상 선수
MVP
- 나가이케 도쿠지(한큐)

### 2차전

#### 스코어
| 팀 | 1 | 2 | 3 | 4 | 5 | 6 | 7 | 8 | 9 | R | H  | E |
| 센트럴 | 3 | 0 | 0 | 1 | 0 | 0 | 0 | 0 | 0 | 4 | 13 | 0 |
| 퍼시픽 | 1 | 0 | 0 | 0 | 0 | 0 | 0 | 0 | 0 | 1 | 4  | 0 |
| 승리 투수: 에나쓰 유타카(한신) 패전 투수: 미나가와 무쓰오(난카이) 홈런: 센트럴 – 나카쓰카 마사유키(다이요·1회 1점) |   |   |   |   |   |   |   |   |   |   |    |   |

#### 출장 선수
| 센트럴 | 센트럴 | 센트럴            |
| 타순   | 수비   | 선수              |
| ------ | ------ | ----------------- |
| 1      | (중)   | 나카쓰카 마사유키 |
| 2      | (좌)   | 나카 아키오       |
| 3      | (우)   | 오 사다하루       |
| 4      | (유)   | 나가시마 시게오   |
| 5      | (一)   | 도이 고로         |
| 6      | (三)   | 마쓰바라 마코토   |
| 7      | (二)   | 다케가미 시로     |
| 8      | (포)   | 다부치 고이치     |
| 9      | (투)   | 에나쓰 유타카     |

| 퍼시픽 | 퍼시픽 | 퍼시픽            |
| 타순   | 수비   | 선수              |
| ------ | ------ | ----------------- |
| 1      | (우)   | 나가이케 도쿠지   |
| 2      | (중)   | 이케베 이와오     |
| 3      | (좌)   | 하리모토 이사오   |
| 4      | (포)   | 노무라 가쓰야     |
| 5      | (一)   | 오스기 가쓰오     |
| 6      | (三)   | 도미타 마사루     |
| 7      | (二)   | 야마자키 히로유키 |
| 8      | (유)   | 오시타 쓰요시     |
| 9      | (투)   | 미나가와 무쓰오   |

#### 수상 선수
MVP
- 에나쓰 유타카(한신)

### 3차전

#### 스코어
| 팀 | 1 | 2 | 3 | 4 | 5 | 6 | 7 | 8 | 9 | R | H  | E |
| 퍼시픽 | 0 | 4 | 0 | 2 | 0 | 0 | 0 | 0 | 0 | 6 | 5  | 0 |
| 센트럴 | 0 | 0 | 1 | 4 | 0 | 3 | 0 | 0 | X | 8 | 10 | 0 |
| 승리 투수: 다카하시 가즈미(요미우리) 패전 투수: 사토 미치오(난카이) 홈런: 센트럴 – 미무라 도시유키(히로시마·3회 1점), 도이 고로(한신·4회 3점) |   |   |   |   |   |   |   |   |   |   |    |   |

#### 출장 선수
| 퍼시픽 | 퍼시픽 | 퍼시픽            |
| 타순   | 수비   | 선수              |
| ------ | ------ | ----------------- |
| 1      | (중)   | 나가부치 요조     |
| 2      | (좌)   | 하리모토 이사오   |
| 3      | (우)   | G. 올트먼         |
| 4      | (一)   | 오스기 가쓰오     |
| 5      | (포)   | 노무라 가쓰야     |
| 6      | (二)   | 야마자키 히로유키 |
| 7      | (三)   | 아리토 미치요     |
| 8      | (유)   | 사카모토 도시조   |
| 9      | (투)   | 기타루 마사아키   |

| 센트럴 | 센트럴 | 센트럴            |
| 타순   | 수비   | 선수              |
| ------ | ------ | ----------------- |
| 1      | (좌)   | 다카다 시게루     |
| 2      | (중)   | 나카쓰카 마사유키 |
| 3      | (一)   | 오 사다하루       |
| 4      | (三)   | 나가시마 시게오   |
| 5      | (우)   | 시바타 이사오     |
| 6      | (포)   | 기마타 다쓰히코   |
| 7      | (二)   | 안도 모토오       |
| 8      | (유)   | 미무라 도시유키   |
| 9      | (투)   | 소토코바 요시로   |

#### 수상 선수
MVP
- 도이 고로(한신)

## 주해
1. ↑  정찰 멤버인 고야마 마사아키와 교체됐다.

## 같이 보기
- 일본 야구 기구
- 일본 프로 야구 올스타전